# ديفيد ميرسير
ديفيد ميرسير (بالإنجليزية: David Mercer)‏ (20 مارس 1893 في المملكة المتحدة - 1 يونيو 1950) هو لاعب كرة قدم بريطاني (وحمل سابقاً جنسية المملكة المتحدة لبريطانيا العظمى وأيرلندا) في مركز جناح ‏. شارك مع منتخب إنجلترا لكرة القدم. أما مع النوادي، فقد لعب مع شيفيلد يونايتد وPrescot Cables F.C. ‏.

## وصلات خارجية
- ديفيد ميرسير على موقع قاعدة بيانات كرة القدم.إي يو (الإنجليزية)
- ديفيد ميرسير على موقع ناشيونال فوتبول تيمز (الإنجليزية)